# Arhuaco
Arhuaco (Arhuacoa, Aroaco, Aruac, Aruak), skupina plemena amenričkih Indijanaca nastanjenih u području planina Sierra Nevada de Santa Marta u Kolumbiji. Arhuaco plemena govore nekoliko jezika is rodnih dijalekata koja po jednoj kalsifikaciji čine posebnu skupinu chibchanskih jezika, to su: Atánque ili Atánke, Buntigwa, Bintucua, Cágaba (ili Kogi, Kogui, Koghi, Köggaba), Guamaca (Guamaqua), Ica (ili Ijca, Ika) i Sanha. U 20. stoljeću ima ih preko 10,000.
Arhuacoe su uzgajivači slatke manioke (yuca), kukuruza, krumpira, arracache, šećerne trske i plantaina (vrsta banane za kuhanje). Kod Ika i Buntigwa bave se i uzgojem domaćih životinja, uključujući kokoši, purane, svinje i ovce. 
Današnje nastambe Arhuacoa su ili četvrtaste ili okrugle, sagrađene od zemlje i prekrivene slamom ili travom. Naselja uz crkvu imaju i kuću za muškarce. Odjeća je od pamuka, sastoji se od duge tunike i uskih hlača, šešira i torbe koja se nosi preko ramena. Žene nose haljine pričvrščene oko jednog ramena i široki pojas. I muškarci i žene hodaju bosi.
Arhuaci su prakticirali razne običaje vezane uz pubertet, odnosno obrede inicijacija nad dječacima i djevojčicama. Danas ovaj običaj se vrši jedino nad dječacima. Neki od Arhuaca primili su rimokatoličku vjeru, a neki još imaju svoja vlastita svetišta i plemenske svećenike.

## Podjela
Arhuaco ili Aruak danas se jezično klasificiraju na:
a. Malayo: Guamaca, Sanha. Imena plemena Guamaca i Sanha postali su sininim za jezik malayo. 3,225 (1993 Organización Gonawindu Tayrona).
b. Arhuaco: Ika i Buntigwa. Imena plemena Ika i Buntigwa postali su sininim za jezik ika ili arhuaco. 5,272 (1985 census).
c. Kogui ili Kogi. 4,000 do 6,000 (1996 SIL).

## Vanjske poveznice
- Slika: Kogi Indijanci  Arhivirana inačica izvorne stranice od 30. lipnja 2013. (Wayback Machine)
- Arhuaco Indians in Columbia